# Péages aériens (christianisme orthodoxe)

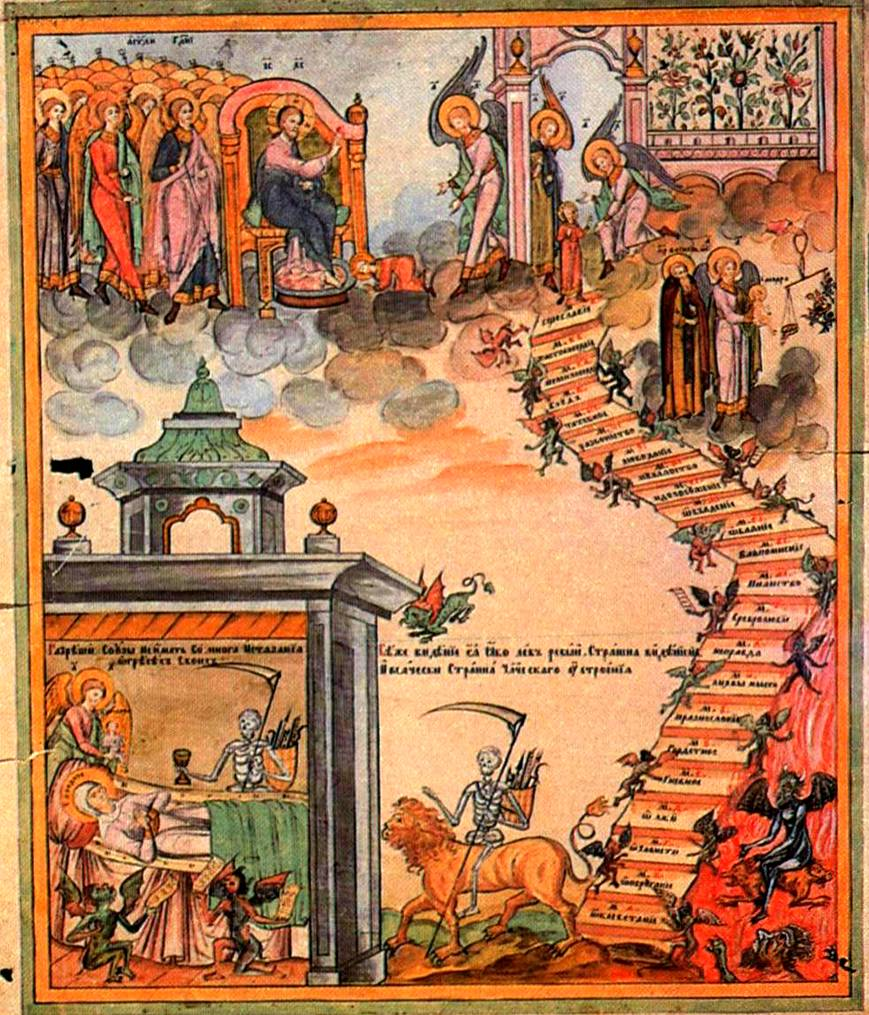
Mort de Théodora et visions d'épreuves spirituelles

Historiquement, dans l'Église orthodoxe, certains affirment qu'il existe des péages aériens (appelés aussi « télonies », du grec moderne : τελωνεία / telonia, douanes), aussi appelés postes de péage aériens, que traverse l'âme après la mort. Cette doctrine dit que « suite à la mort d'une personne, l'âme quitte le corps et est escortée jusqu'à Dieu par des anges. Au cours de ce voyage, l'âme traverse un royaume aérien habité par des esprits mauvais (Éphésiens 6:12). L'âme rencontre ces démons à divers jalons appelés péages, où les démons essayent alors de l'accuser de péchés et, si possible, d'entraîner l'âme en enfer. »
Dans certaines formes, cette doctrine est enseignée dans des textes hagiographiques et autres textes spirituels très tôt dans l'histoire de l'Église, mais il n'a jamais été officiellement promulgué par aucun concile œcuménique. Un certain nombre de saints orthodoxes, d'anciens et des théologiens modernes, ont ouvertement approuvé cette doctrine, mais certains théologiens et évêques, l'ont condamnée comme étant d'origine hérétique et gnostique.
Les péages aériens font partie du jugement particulier.

## Doctrine

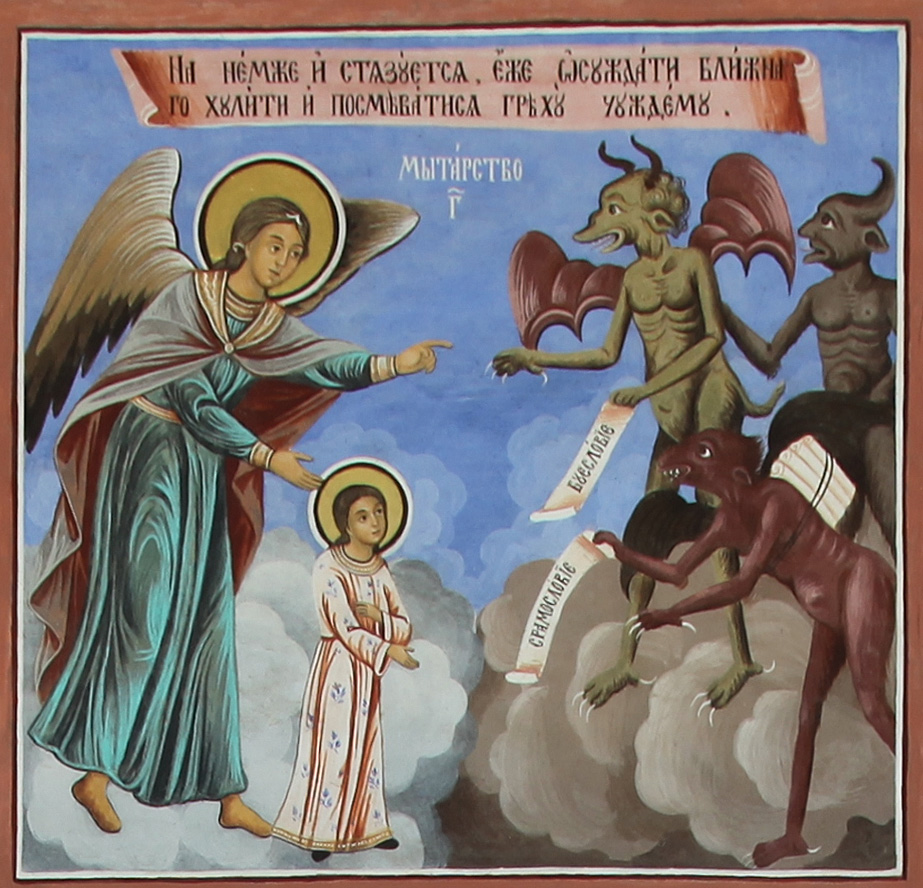
Des démons montrant à une âme ses péchés au troisième péage aérien.

Le récit le plus détaillé des péages aériens se trouve dans l'hagiographie de Basile le Nouveau (ru), qui se trouve dans La Vie des Saints du 26 mars (selon certains calendriers orthodoxes, mais pas tous), bien que certains croient que ce Basil est attribué à tort à cette date, et pensent que le récit est hérétique et faux. Dans ce récit, Théodora, élève spirituel de Basile, apparait à un autre étudiant, le pieux et saint laïque Grégoire. Selon le récit, Grégoire avait prié Dieu et lui avait demandé de les informer de ce qui était arrivé à Theodora après sa mort. Dieu répondit à ses prières (selon ce récit) en envoyant Théodora elle-même à Grégoire ; elle lui a parlé, en détail, de son voyage à travers les péages.
Selon l'enseignement de Théodora, chaque chrétien a un démon qui le tente. Ces démons gardent une trace de chaque péché, qu'il soit de pensée ou d'action, qu'ils réussissent à faire commettre une personne après l'avoir tentée ; cependant, les péchés repentis sont effacés des archives des démons. Le troisième jour après que l'âme se sépare du corps, selon ce récit, elle est portée par les anges vers le Paradis. Sur le chemin, les âmes doivent franchir vingt péages aériens. Chaque péage est peuplé de démons dévoués à des péchés particuliers. À chaque péage, les démons exigent que les âmes « paient » leurs péchés en rendant compte de bonnes actions compensatoires. Si l'âme est incapable de compenser un péché, les démons l'emmènent en enfer.

### Postes de péage

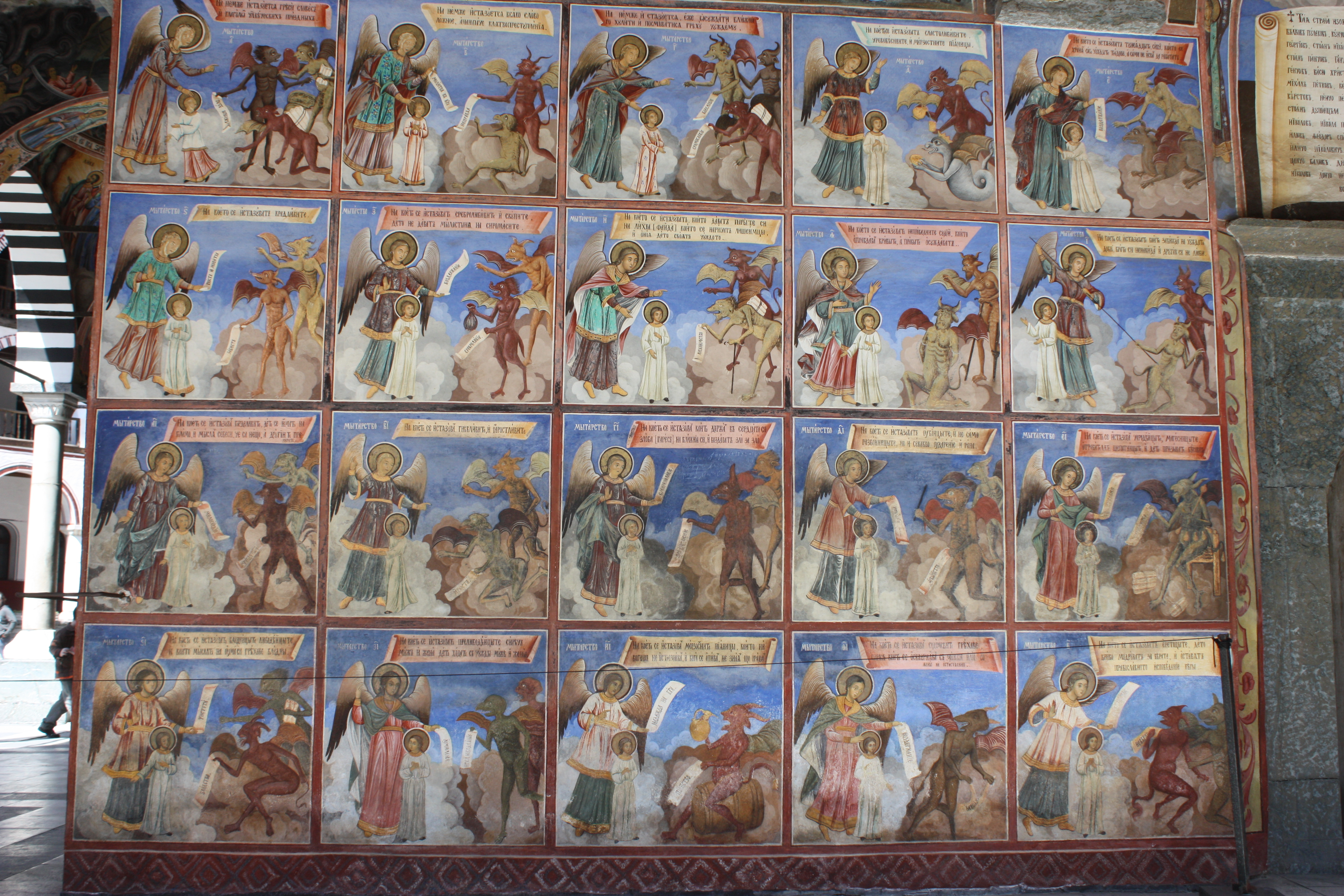
20 postes de péage aériens, fresque du Monastère de Rila

Il y a vingt péages, mais le nombre n'est pas dogmatique et différentes sources donnent des nombres qui varient. Au premier péage aérien, l'âme est interrogée sur les péchés de la langue. Les péages sont, dans l'ordre, ceux pour,, : 
- Mensonges
- Calomnie
- Gourmandise
- Paresse
- Vol
- Convoitise
- Usure
- Injustice
- Envie
- Orgueil
- Colère
- S'être souvenu du mal
- Meurtre
- Magie
- Luxure
- Adultère
- Sodomie
- Hérésie
- Manque de charité

## Origine
Des mentions de péages peuvent être trouvées dans l'hymnologie de l'Église et dans les histoires de la vie de certains saints et de leurs écrits.
Les prières mentionnant les accusateurs des péages peuvent être trouvées dans des textes liturgiques et dans des livres orthodoxes officiels comme le Grand Eucologe slavon (Le Grand Livre des Besoins) : « éloignez de moi le commandant des amers percepteurs [des péages] qui est aussi le souverain de la terre [...] O sainte Théotokos » (Ode 8, Troparion 3). D'autres hymnes d'églises disent que les âmes doivent « passer par les dirigeants des ténèbres qui se tiennent dans l'air », Dans l'Euchologion grec et slavon, dans le canon de Saint André pour le départ de l'âme, se trouvent dans l'Ode 7 les paroles suivantes : « Tous les saints anges du Dieu Tout-Puissant, ayez pitié de moi et sauvez-moi de tous les démoniaques péages ». Dans le Canon de la supplication lors du départ de l'âme dans Le Grand Livre des Besoins se trouvent les références suivantes à la lutte d'une âme passant par les péages : « Considérez-moi digne de passer, sans entrave, par le persécuteur, le prince de l'air, le tyran, celui qui monte la garde dans les voies effroyables, et les fausses accusations de celles-ci, alors que je quitte la terre » (Ode 4, p. 77). « Tu me comptes digne d'échapper aux hordes de barbares immatériels, de monter dans les profondeurs aériennes et d'entrer au ciel » (Ode 8, p. 81).
La doctrine des péages aériens se retrouve par exemple dans la Vie de Saint Antoine le Grand écrite par Athanase d'Alexandrie, dans la vie de Basile le Nouveau et de Théodora,,, dans les homélies de Cyrille d'Alexandrie,,, ou dans un discours d'Abba Isaïe,. Certains auteurs de la Philocalie, « une anthologie faisant autorité d'écrits sur la prière du cœur », ont parlé des péages aériens. Par exemple, saint Théodore le Grand Ascète a donné pour instruction de « réfléchir sur le redoutable bilan qui est à venir, comment les durs gardiens des postes de péage apporteront devant vous un à un les actions, les mots et les pensées qu'ils ont suggérés mais que nous avons acceptés et fait nôtres ». De la même manière, saint Jean de Karpathos a écrit : « Quand l'âme quitte le corps, l'ennemi s'avance pour l'attaquer, la vilipendant violemment et l'accusant de ses péchés d'une manière dure et terrifiante. Mais si une âme jouit de l'amour de Dieu et a foi en lui, même si par le passé elle a souvent été blessée par le péché, elle n'est pas effrayée par les attaques et les menaces de l'ennemi. »
« La tradition des péages [aériens] était solidement établie dans tout l'Orient bien avant la fin de l'Antiquité tardive, bien qu'elle reçut une élaboration typiquement byzantine dans la vie de Basile le Jeune (mort en 944) datant du xe siècle. »

## Situation contemporaine
Les saints du xixe siècle Ignace Brianchaninov et Théophane le Reclus ont insisté non seulement sur la véracité de mais aussi sur la nécessité de cet enseignement dans la vie spirituelle de tout chrétien.
Un certain nombre de figures contemporaines de l'Église orthodoxe soutiennent l'enseignement sur les péages aériens, y compris Ephraim (Moraitis), Constantin Cavarnos, l'archevêque Seraphim Rose, le métropolite Hiérothéos (Vlachos), Jean de Shanghaï, Justin Popović dans sa Dogmatique de l'Église orthodoxe,, Jean-Claude Larchet, Placide Deseille et Michael Pomazansky. Cependant, le théologien orthodoxe David Bentley Hart considère cet enseignement comme une hérésie et le théologien orthodoxe Adnan Trabulsi s'oppose à la doctrine des postes de péage divins qu'il considère comme gnostique. Le théologien orthodoxe Dr Paul Ladouceur considère la Vie de saint Basile comme une forgerie ; en outre, il écrit que l'enseignement des péages aériens « n'est pas le seul mode de réflexion sur la vie après la mort dans la tradition orthodoxe. Il n'est pas inhabituel dans l'orthodoxie d'avoir, sur des questions sur lesquelles il n'existe aucun dogme formel de l'Église, des éléments différents et même apparemment qui se chevauchent dans la tradition globale. Il est donc trompeur et erroné de présenter la théologie des péages aériens comme "l'enseignement de l'Église orthodoxe" alors qu'en réalité ce n'est qu'une partie de la tradition orthodoxe concernant la vie après la mort. » De même, le professeur d'études religieuses Stephen J. Shoemaker a écrit : « La vérité est que l'état de mort n'a jamais été défini avec précision dans la tradition orthodoxe, et tout comme dans d'autres domaines liés à l'au-delà "les Byzantins avaient pas de 'système' concernant des fins dernières. L'eschatologie est restée pour eux un horizon ouvert au sein de la théologie" »
Le Saint-Synode de l'Église orthodoxe russe hors frontières a tenu une session sur « une controverse soulevée par le diacre Lev. Puhalo », le principal opposant à la doctrine des péages. La résolution dit que le Saint-Synode « exige la cessation dans nos magazines de la controverse », que « cette controverse doit être terminée des deux côtés » et que « le diacre Lev Puhalo est interdit de donner des conférences dans les paroisses ».

### Controverse
Les opposants aux péages affirment qu'il s'agit d'une forme de gnosticisme, ou de néo-gnosticisme, et affirment que cette doctrine est opposée au catéchisme de l'Église et à d'autres doctrines orthodoxes. Michael Azkoul soutient que Seraphim Rose est son seul partisan théologique contemporain. Rose, un hiéromoine et théologien orthodoxe américain, a écrit un livre sur le sujet, The Soul After Death. Alors qu'Ignace Brianchaninov, John Maximovich, Rose et le métropolite Hierotheos Vlachos se sont efforcés de démontrer que cette doctrine est dérivée de sources patristiques et d'autres sources ecclésiastiques, ses adversaires, dont Azkoul et l'archevêque Lazar Puhalo (un hiérarchie à la retraite de l'Église orthodoxe en Amérique qui avait déjà été défroqué de l'Église orthodoxe russe hors de Russie), ont trouvé leurs conclusions discutables. De plus, les opposants à cette doctrine soutiennent qu'elle met l'accent sur la peur et la culpabilité comme un moyen de maintenir les croyants « sur le droit chemin », tout en ignorant le pardon de Jésus-Christ, qui, selon la doctrine chrétienne orthodoxe, est venu sur terre pour sauver le monde et l'humanité lorsqu'elle le méritait le moins. Pour cette raison, l'accent de la vie spirituelle passe ainsi de la communion avec un Dieu d'amour à la peur des démons.
Les opposants à cette doctrine la considèrent également comme l'état intermédiaire enseigné par l'Église catholique dans sa doctrine du purgatoire. Alors que certains disent que les péages ne sont que métaphoriques, d'autres croient en une représentation réelle mais non physique des « postes de péage », où les démons ont le droit de demander à leurs victimes de rendre compte de leurs actes répréhensibles, et de laisser la victime partir si un bon paiement (des bonnes actions de la victime) est offert. Par exemple, dans l'hagiographie de Basile le Nouveau, les anges accompagnant Théodora à travers les péages échangent à plusieurs reprises des pièces d'or - représentant les prières de Basile - aux démons, afin que Théodora puisse passer. L'idée du paiement des bonnes actions offertes aux démons partage certains aspects avec l'enseignement catholique romain sur les mérites, mais dans le cas de l'Église catholique, les mérites en question ne sont pas principalement individuels mais ceux du Christ et des saints administrés par l'Église. En effet, Gennadios Scholarios, patriarche de Constantinople de 1454 à 1464, « a déclaré que le procès des "péages" était, en fait, l'équivalent byzantin du purgatoire, moins les feux d'artifice ».
Cependant, deux chapitres dédiés du livre The Departure of the Soul According to the Teaching of the Orthodox Church auraient révélé pour la première fois plus de 100 falsifications, fausses déclarations et erreurs dans les écrits de Puhalo et Azkoul. Puhalo aurait falsifié la reproduction de plusieurs icônes anciennes et falsifié les traductions des écrits et de la vie de plusieurs saints, tandis qu'Azkoul aurait falsifié plusieurs textes patristiques. Les œuvres des deux auteurs contiendraient un nombre excessif de fausses déclarations et d'erreurs grossières, toutes tentant de soutenir leurs opinions prétendument incorrectes sur la doctrine orthodoxe des péages.
La plupart des chrétiens orthodoxes ne connaissent pas cette doctrine, qui n'est devenue « populaire » que depuis la publication du livre de Seraphim Rose. Les opposants à la doctrine soulignent son manque d'expression théologique systématique parmi tous les pères de l'église, l'acceptation sans réserve de certaines sources patristiques et hagiographiques et l'absence de définition théologique précise comme des lacunes de sa proclamation.